# 韦寿
韦寿（552年—593年1月7日），字世龄，小字李宜，京兆郡杜陵县（今陕西省西安市长安区）人，出自京兆韦氏郧公房，北周太傅、大司空、郧国襄公韦孝宽第三子，北周、隋朝官员。

## 生平
韦寿年幼时，伯父逍遥公韦敻就曾经抚摸着他叹息说：“这个孩子类似他的父亲，应当会继承我们的宗族，可惜我见不到他富贵了。”韦寿在北周时，以贵宦公子，年少就有美好的声誉。虚龄八岁时，韦寿以郡公儿子的身份获封安邑县开国伯，天和三年（568年），韦寿出任右侍上士，加都督，升任右宗卫上士，建德元年（572年），韦寿转任司右上士，加帅都督。赵王宇文招出任雍州牧时，韦寿被引荐为雍州主簿，不久又升任少御伯，加大都督。建德六年（577年），韦寿因为父亲韦孝宽的军功出任使持节、仪同大将军，封永安县开国侯，食邑八百户，又转任少御伯下大夫。宣政元年（578年），韦寿升任少司右下大夫，同年转任司右大夫。大象二年（580年），韦寿出任京兆尹，因为韦孝宽平定了尉迟迥，韦寿于大象二年七月进封滑国公，食邑五千户，仍出任上开府仪同大将军、京兆尹如故，不久就因为父亲去世而离职。杨坚接受禅让后，就起用韦寿让他复职。开皇元年（581年）八月，韦寿出任吴州刺史，未及上任就转任恒州刺史，开皇四年（584年）转任毛州刺史，很有能干的名声。开皇十年（590年），韦寿因为患病被征召回朝，开皇十二年十一月二十九日（593年1月7日）在京城住宅中去世，虚岁四十二，开皇十八年十一月十一日（598年12月14日）安葬于大兴县洪固乡家族旧墓，谥号定公。仁寿年间，隋文帝以韦寿的儿子韦宝鸾承袭滑国公爵位。

## 家庭

### 祖父
- 韦旭，北魏司空、文惠公[2]

### 父母
- 韦孝宽，北周太傅、大司空、郧国襄公[2]
- 郑毗罗，出自荥阳郑氏，后改姓贺兰氏，北魏使持节、安东将军、豫州刺史郑祖育孙女，仪同三司、显亲县开国男郑僧覆之女，车骑大将军、开府仪同三司、安憙县开国伯元诱外孙女，封安乐郡君[5]

### 兄弟姐妹
- 韦那罹，早亡，追赠使持节、仪同三司、中平县开国公
- 韦谌，隋朝使持节、车骑大将军、仪同三司、蓬州刺史、平桑郡公
- 韦总，北周使持节、开府、京兆尹、河南怀公
- 韦霁，王世充尚书右仆射
- 韦津，唐朝陵州刺史、寿光县男
- 韦无漏，隋朝洹水县县令、永安县侯
- 韦长英，嫁北周湖州刺史、雍州都督皇甫道

### 夫人
- 史世贵，北周使持节、柱国大将军、东南道□十六州诸军事、荆州总管、荆州刺史、安政烈公史宁之女，虚龄十三岁时嫁给韦寿，开皇元年封滑国夫人，开皇五年六月十五日（585年7月17日）在毛州官舍去世，虚岁三十一，开皇六年正月廿五日（586年2月19日）葬于大兴县小陵南洪固乡寿贵里，生有四男五女[6]

### 子女
- 韦宝鹫，长子，滑国世子，早亡[2]
- 韦宝鸾，次子，原封河阳县男[2]，后官至右卫副率、滑国公
- 韦三岳，三子[2]
- 韦宝安，四子[2]
- 韦义节，唐朝刑部侍郎、襄城公，为韦三岳或韦宝安其中之一
- 韦宝质，长女[2]
- 韦宝越，次女[2]
- 韦宝殿，三女[2]
- 韦桃符，四女[2]
- 韦宝意，五女[2]
- 韦氏，五女中之一，嫁隋朝万年县令、苍山县开国公杨岳[7]

## 参看
- 韦妃